# První fáze kvalifikace na Mistrovství světa ve fotbale 2010 (CAF)
Tento článek obsahuje podrobnosti o první fázi africké kvalifikace na Mistrovství světa ve fotbale 2010, která se konala od června do října 2008.

## Formát
Této fáze se účastnilo 47 týmů sdružených pod CAF, které byly losováním (25. listopadu 2007 - Durban, Jihoafrická republika) zařazeny podle výkonnosti do dvanácti skupin po 4. Kvalifikace v tomto stádiu probíhá na principu domácích a venkovních zápasů, systémem každého z každým. 12 vítězů skupin a dalších 8 nejlepších z druhých míst postupuje do druhé fáze, konané v průběhu roku 2009.
Tato kvalifikace byla zároveň kvalifikací pro Africký pohár národů 2010 v Angole, proto se jí účastnil jak tým Angoly, tak Jihoafrické republiky. Z původních 48 účastníků již v 25. března 2008 vypadla Eritrea, která se účasti vzdala,stejně jako Středoafrická republika a Svatý Tomáš a Princův ostrov, již před odehráním předkola.

## Dodatečná opatření
- Díky odstoupení Eritrey z bojů se ve skupině 11 objevil problém s body, které se započítávaly do tabulky týmů na druhých místech. Osm z nich totiž postoupilo do druhé fáze kvalifikace. Týmy v této skupině tak mělo o dva zápasy méně než ostatní. Problém byl vyřešen tak, že v tabulce druhých se nakonec nepočítaly zápasy s posledními týmy.
- Kvůli napjaté politické situaci mezi Súdánem a Čadem se FIFA rozhodla odložit vzájemná utkání. Později toto rozhodnutí zrušila.[3]
- Togo má kvůli násilnostem, které propukly v rámci utkání kvalifikace na Africký pohár národů 2008 proti Mali, uzavřené stadiony.[4]
- FIFA pohrozila Keni vyřazením z kvalifikačních bojů za porušení pravidel, týkajících se vnějších zásahů do vedení Keňského fotbalového svazu KFF.[5]
- Benin, Demokratická republika Kongo, Gambie, Republika Kongo, Lesotho, Mali, Namibie, Pobřeží slonoviny, Sierra Leone a Zambie budou muset pravděpodobně odehrát své zápasy na neutrální půdě. Důvodem je nevyhovující stav tamních sportovišť.[6]
- Zápasy Čadu a Súdánu byly z důvodů konfliktu mezi těmito zeměmi odehrány na neutrální půdě v Egyptě.

## Skupiny

### Skupina 1
| #  | Tým       | Z | V | R | P | GV | GI | +/- | B  |
| -- | --------- | - | - | - | - | -- | -- | --- | -- |
| 1. | Kamerun   | 6 | 5 | 1 | 0 | 14 | 2  | 12  | 16 |
| 2. | Kapverdy  | 6 | 3 | 0 | 3 | 7  | 8  | -1  | 9  |
| 3. | Tanzanie  | 6 | 2 | 2 | 2 | 9  | 6  | 3   | 8  |
| 4. | Mauricius | 6 | 0 | 1 | 5 | 3  | 17 | -14 | 1  |

| Tým       | Kamerun | Kapverdy | Tanzanie | Mauricius |
| --------- | ------- | -------- | -------- | --------- |
| Kamerun   | x       | 2-0      | 2-1      | 5-0       |
| Kapverdy  | 1-2     | x        | 1-0      | 3-1       |
| Tanzanie  | 0-0     | 3-1      | x        | 1-1       |
| Mauricius | 0-3     | 0-1      | 1-4      | x         |

| 31.5.2008 14:00 CET |              |               |                                                                                |
| Tanzanie            | 1 - 1 Zpráva | Mauricius     | Benjamin Mkapa National Stadium, Dar es Salaam diváci: 35000 rozhodčí: Marange |
| Mrwanda 70'         |              | Marquette 39' | Benjamin Mkapa National Stadium, Dar es Salaam diváci: 35000 rozhodčí: Marange |

| 31.5.2008 15:30 CET           |              |          |                                                                          |
| Kamerun                       | 2 - 0 Zpráva | Kapverdy | Stade Omnisports Ahmadou Ahidjo, Yaoundé diváci: 20000 rozhodčí: Djaoupe |
| R. Song 8' S. Eto'o 60' (pen) |              |          | Stade Omnisports Ahmadou Ahidjo, Yaoundé diváci: 20000 rozhodčí: Djaoupe |

| 7.6.2008 18:00 CET |              |          |                                                           |
| Kapverdy           | 1 - 0 Zpráva | Tanzanie | Estádio da Várzea, Praia diváci: 6000 rozhodčí: El Achiri |
| Babanco 73'        |              |          | Estádio da Várzea, Praia diváci: 6000 rozhodčí: El Achiri |

| 8.6.2008 12:00 CET |              |                                             |                                                                  |
| Mauricius          | 0 - 3 Zpráva | Kamerun                                     | Stade George V, Curepipe diváci: 2400 rozhodčí: Antonio De Sousa |
|                    |              | A.Bikey 11' S.Eto'o 27' G.Bebey Mbangue 87' | Stade George V, Curepipe diváci: 2400 rozhodčí: Antonio De Sousa |

| 14.6.2008 14:00 CET |              |         |                                                                               |
| Tanzanie            | 0 - 0 Zpráva | Kamerun | Benjamin Mkapa National Stadium, Dar es Salaam diváci: 55000 rozhodčí: Codjia |
|                     |              |         | Benjamin Mkapa National Stadium, Dar es Salaam diváci: 55000 rozhodčí: Codjia |

| 15.6.2008 13:00 CET |              |                |                                                       |
| Mauricius           | 0 - 1 Zpráva | Kapverdy       | Stade George V, Curepipe diváci: 1480 rozhodčí: Kaoma |
|                     |              | Dady 43' (pen) | Stade George V, Curepipe diváci: 1480 rozhodčí: Kaoma |

| 21.6.2008 15:30 CET |              |               |                                                                         |
| Kamerun             | 2 - 1 Zpráva | Tanzanie      | Stade Omnisports Ahmadou Ahidjo, Yaoundé diváci: 25 000 rozhodčí: Mendy |
| S.Eto'o 65' 89'     |              | D.Mrwanda 72' | Stade Omnisports Ahmadou Ahidjo, Yaoundé diváci: 25 000 rozhodčí: Mendy |

| 22.6.2008 18:00 CET         |              |              |                                                           |
| Kapverdy                    | 3 - 1 Zpráva | Mauricius    | Estádio da Várzea, Praia diváci: 2850 rozhodčí: Coulibaly |
| Dady 45+1' 58' M.Soares 78' |              | A.Sophie 67' | Estádio da Várzea, Praia diváci: 2850 rozhodčí: Coulibaly |

| 6.9.2008 18:00 CET |              |                           |                                                          |
| Kapverdy           | 1 - 2 Zpráva | Kamerun                   | Estádio da Várzea, Praia diváci: 5000 rozhodčí: Labrosse |
| Lito 38'           |              | A. Emana 51' A. Somen 65' | Estádio da Várzea, Praia diváci: 5000 rozhodčí: Labrosse |

| 7.9.2008 12:00 CET |              |                                                |                                                       |
| Mauricius          | 1 - 4 Zpráva | Tanzanie                                       | Stade George V, Curepipe diváci: 103 rozhodčí: Ndinya |
| W. Marquette 13'   |              | K. Makasi 12' N. Khalfan 20' J. Tegete 30' 35' | Stade George V, Curepipe diváci: 103 rozhodčí: Ndinya |

| 10.10.2008 14:00 CET                   |              |               |                                                                              |
| Tanzanie                               | 3 - 1 Zpráva | Kapverdy      | Benjamin Mkapa National Stadium, Dar es Salaam diváci: 10000 rozhodčí: Damon |
| A. Iddy 5' J. Tegete 26' K. Ngassa 74' |              | J. Samedo 34' | Benjamin Mkapa National Stadium, Dar es Salaam diváci: 10000 rozhodčí: Damon |

| 11.10.2008 15:30 CET                                      |              |           |                                                                              |
| Kamerun                                                   | 5 - 0 Zpráva | Mauricius | Stade Omnisports Ahmadou Ahidjo, Yaoundé diváci: 12000 rozhodčí: Lemghambodj |
| S. Eto'o 26' 47' (pen) A. Meyong Ze 57' 73' J. Makoun 71' |              |           | Stade Omnisports Ahmadou Ahidjo, Yaoundé diváci: 12000 rozhodčí: Lemghambodj |

### Skupina 2
| #  | Tým      | Z | V | R | P | GV | GI | +/- | B  |
| -- | -------- | - | - | - | - | -- | -- | --- | -- |
| 1. | Guinea   | 6 | 3 | 2 | 1 | 9  | 5  | 4   | 11 |
| 2. | Keňa     | 6 | 3 | 1 | 2 | 8  | 5  | 3   | 10 |
| 3. | Zimbabwe | 6 | 1 | 3 | 2 | 4  | 6  | -2  | 6  |
| 4. | Namibie  | 6 | 2 | 0 | 4 | 7  | 12 | -5  | 6  |

| Tým      | Guinea | Zimbabwe | Namibie | Keňa |
| -------- | ------ | -------- | ------- | ---- |
| Guinea   | x      | 0-0      | 4-0     | 3-2  |
| Zimbabwe | 0-0    | x        | 2-0     | 0-0  |
| Namibie  | 1-2    | 4-2      | x       | 2-1  |
| Keňa     | 2-0    | 2-0      | 1-0     | x    |

| 31.5.2008 16:00 CET        |              |             |                                                              |
| Namibie                    | 2 - 1 Zpráva | Keňa        | Sam Nujoma stadion, Windhoek diváci: 6000 rozhodčí: Ssegonga |
| W.Risser 17' C.Khaiseb 89' |              | Makacha 40' | Sam Nujoma stadion, Windhoek diváci: 6000 rozhodčí: Ssegonga |

| 1.6.2008 18:00 CET |              |          |                                                              |
| Guinea             | 0 - 0 Zpráva | Zimbabwe | Stade 28 Septembre, Conakry diváci: 12000 rozhodčí: Haimoudi |
|                    |              |          | Stade 28 Septembre, Conakry diváci: 12000 rozhodčí: Haimoudi |

| 7.6.2008 14:00 CET |              |        |                                                               |
| Keňa               | 2 - 0 Zpráva | Guinea | Nyayo National stadion, Nairobi diváci: 35000 rozhodčí: Eyene |
| D.Oliech 3', 50'   |              |        | Nyayo National stadion, Nairobi diváci: 35000 rozhodčí: Eyene |

| 8.6.2008 14:00 CET      |              |         |                                         |
| Zimbabwe                | 2 - 0 Zpráva | Namibie | Rufaro stadion, Harare rozhodčí: Lwanja |
| G.Mushangazhike 26' 85' |              | 27979   | Rufaro stadion, Harare rozhodčí: Lwanja |

| 14.6.2008 14:00 CET        |              |          |                                                                |
| Keňa                       | 2 - 0 Zpráva | Zimbabwe | Nyayo National stadion, Nairobi diváci: 27500 rozhodčí: Diatta |
| M.Mariaga 13' D.Oliech 88' |              |          | Nyayo National stadion, Nairobi diváci: 27500 rozhodčí: Diatta |

| 14.6.2008 15:00 CET |              |                                  |                                                            |
| Namibie             | 1 - 2 Zpráva | Guinea                           | Sam Nujoma stadion, Windhoek diváci: 5000 rozhodčí: Imiere |
| R.Bester 42'        |              | I.Bangoura 22' P.Feindouno 45+1' | Sam Nujoma stadion, Windhoek diváci: 5000 rozhodčí: Imiere |

| 22.6.2008 14:00 CET |              |      |                                                      |
| Zimbabwe            | 0 - 0 Zpráva | Keňa | Rufaro stadion, Harare diváci: 23000 rozhodčí: Kotey |
|                     |              |      | Rufaro stadion, Harare diváci: 23000 rozhodčí: Kotey |

| 1.6.2008 18:00 CET                     |              |         |                                                                    |
| Guinea                                 | 4 - 0 Zpráva | Namibie | Stade 28 Septembre, Conakry diváci: 15000 rozhodčí: Monteiro Lopes |
| P.Feindouno 23' I.Bangoura 27' 55' 60' |              |         | Stade 28 Septembre, Conakry diváci: 15000 rozhodčí: Monteiro Lopes |

| 6.9.2008 14:00 CET |              |         |                                                                              |
| Keňa               | 1 - 0 Zpráva | Namibie | Moi International Sports Centre, Nairobi diváci: 40000 rozhodčí: Hicuburundi |
| M. Jamal 44' (pen) |              |         | Moi International Sports Centre, Nairobi diváci: 40000 rozhodčí: Hicuburundi |

| 7.9.2008 14:00 CET |              |        |                                                      |
| Zimbabwe           | 0 - 0 Zpráva | Guinea | Rufaro stadion, Harare diváci: 23000 rozhodčí: Evehe |
|                    |              |        | Rufaro stadion, Harare diváci: 23000 rozhodčí: Evehe |

| 10.10.2008 15:00 CET                            |              |                                 |                                                               |
| Namibie                                         | 4 - 2 Zpráva | Zimbabwe                        | Sam Nujoma stadion, Windhoek diváci: 4000 rozhodčí: Coulibaly |
| W. Risser 20' 49' R. Bester 32' P. Shipanga 44' |              | E. Nyandoro 51' C. Malajila 83' | Sam Nujoma stadion, Windhoek diváci: 4000 rozhodčí: Coulibaly |

| 10.10.2008 17:15 CET                      |              |                             |                                                             |
| Guinea                                    | 3 - 2 Zpráva | Keňa                        | Stade 28 Septembre, Conakry diváci: 16400 rozhodčí: Maillet |
| I. Bangoura 32' M. Bah 61' K. Zayatte 71' |              | F. Ouma 81' K. Opondo 90+3' | Stade 28 Septembre, Conakry diváci: 16400 rozhodčí: Maillet |

### Skupina 3
| #  | Tým    | Z | V | R | P | GV | GI | +/- | B  |
| -- | ------ | - | - | - | - | -- | -- | --- | -- |
| 1. | Benin  | 6 | 4 | 0 | 2 | 12 | 8  | 4   | 12 |
| 2. | Angola | 6 | 3 | 1 | 2 | 11 | 8  | 3   | 10 |
| 3. | Uganda | 6 | 3 | 1 | 2 | 8  | 9  | -1  | 10 |
| 4. | Niger  | 6 | 1 | 0 | 5 | 5  | 11 | -6  | 3  |

| Tým    | Angola | Benin | Uganda | Niger |
| ------ | ------ | ----- | ------ | ----- |
| Angola | x      | 3-0   | 0-0    | 3-1   |
| Benin  | 3-2    | x     | 4-1    | 2-0   |
| Uganda | 3-1    | 2-1   | x      | 1-0   |
| Niger  | 1-2    | 0-2   | 3-1    | x     |

| 31.5.2008 14:00 CET |              |       |                                                                        |
| Uganda              | 1 - 0 Zpráva | Niger | Nelson Mandela National stadion, Kampala diváci: 25000 rozhodčí: Evehe |
| I.Sekagya 56'       |              |       | Nelson Mandela National stadion, Kampala diváci: 25000 rozhodčí: Evehe |

| 1.6.2008 15:30 CET              |        |       |                                                          |
| Angola                          | 3 - 0  | Benin | Estádio da Cidadela, Luanda diváci: 6000 rozhodčí: Damon |
| Flávio 60' Job 78' Mendonça 84' | Report |       | Estádio da Cidadela, Luanda diváci: 6000 rozhodčí: Damon |

| 8.6.2008 16:00 CET                                  |              |             |                                                            |
| Benin                                               | 4 - 1 Zpráva | Uganda      | Stade de l'Amitié, Cotonou diváci: 10200 rozhodčí: Karembe |
| R.Omotoyossi 16' 87' O.Tchomogo 21' S.Sessegnon 70' |              | E.Sepuya 9' | Stade de l'Amitié, Cotonou diváci: 10200 rozhodčí: Karembe |

| 8.6.2008 16:00 CET |              |                       |                                                                     |
| Niger              | 1 - 2 Zpráva | Angola                | Stade Général Seyni Kountché, Niamey diváci: 23000 rozhodčí: Jedidi |
| Alassane 3'        |              | Flávio 29' Y.Asha 72' | Stade Général Seyni Kountché, Niamey diváci: 23000 rozhodčí: Jedidi |

| 14.6.2008 14:00 CET                       |              |                 |                                                                          |
| Uganda                                    | 3 - 1 Zpráva | Angola          | Nelson Mandela National stadion, Kampala diváci: 20000 rozhodčí: Maillet |
| E.Sepuya 6' A.Mwesigwa 18' D.Wagaluka 73' |              | Mantorras 90+1' | Nelson Mandela National stadion, Kampala diváci: 20000 rozhodčí: Maillet |

| 14.6.2008 16:00 CET |              |                                 |                                                                      |
| Niger               | 0 - 2 Zpráva | Benin                           | Stade Général Seyni Kountché, Niamey diváci: 5000 rozhodčí: Haimoudi |
|                     |              | S.Tchomogo 54' R.Omotoyossi 70' | Stade Général Seyni Kountché, Niamey diváci: 5000 rozhodčí: Haimoudi |

| 22.6.2008 15:30 CET |              |        |                                                         |
| Angola              | 0 - 0 Zpráva | Uganda | Estádio da Cidadela, Luanda diváci: 7500 rozhodčí: Sule |
|                     |              |        | Estádio da Cidadela, Luanda diváci: 7500 rozhodčí: Sule |

| 22.6.2008 16:00 CET |              |                   |                                                              |
| Benin               | 2 - 0 Zpráva | Niger             | Stade de l'Amitié, Cotonou diváci: 25000 rozhodčí: Niyongabo |
| J.Ahoueya 45'       |              | P.Anicet 53' (vl) | Stade de l'Amitié, Cotonou diváci: 25000 rozhodčí: Niyongabo |

| 7.9.2008 16:30 CET                |              |            |                                                                     |
| Niger                             | 3 - 1 Zpráva | Uganda     | Stade Général Seyni Kountché, Niamey diváci: 5000 rozhodčí: Lamptey |
| A. Iussufou 68' 85' D.Kamilou 87' |              | D.Obua 33' | Stade Général Seyni Kountché, Niamey diváci: 5000 rozhodčí: Lamptey |

| 7.9.2008 16:00 CET               |              |                     |                                                            |
| Benin                            | 3 - 2 Zpráva | Angola              | Stade de l'Amitié, Cotonou diváci: 30000 rozhodčí: Benouza |
| A.Adenon 2' R.Omotoyossi 52' 66' |              | Flávio 12' Loco 78' | Stade de l'Amitié, Cotonou diváci: 30000 rozhodčí: Benouza |

| 12.10.2008 16:00 CET                             |              |              |                                                             |
| Angola                                           | 3 - 1 Zpráva | Niger        | Estádio da Cidadela, Luanda diváci: 3200 rozhodčí: Gasingwa |
| D.Kassali 53' (vl) S.Gilberto 68' Zé Kalanga 73' |              | M.Moussa 20' | Estádio da Cidadela, Luanda diváci: 3200 rozhodčí: Gasingwa |

| 12.10.2008 14:00 CET |              |                  |                                                                              |
| Uganda               | 2 - 1 Zpráva | Benin            | Nelson Mandela National Stadium, Kampala diváci: 2913 rozhodčí: Abd el Fatah |
| G.Massa 52' 67'      |              | R.Omotoyossi 31' | Nelson Mandela National Stadium, Kampala diváci: 2913 rozhodčí: Abd el Fatah |

### Skupina 4
| #  | Tým                   | Z | V | R | P | GV | GI | +/- | B  |
| -- | --------------------- | - | - | - | - | -- | -- | --- | -- |
| 1. | Nigérie               | 6 | 6 | 0 | 0 | 11 | 1  | 6   | 18 |
| 2. | Jihoafrická republika | 6 | 2 | 1 | 3 | 5  | 5  | 0   | 10 |
| 3. | Sierra Leone          | 6 | 2 | 1 | 3 | 4  | 8  | -4  | 10 |
| 4. | Rovníková Guinea      | 6 | 1 | 0 | 5 | 4  | 10 | -6  | 3  |

| Tým                   | Nigérie | Jižní Afrika | Rovníková Guinea | Sierra Leone |
| --------------------- | ------- | ------------ | ---------------- | ------------ |
| Nigérie               | x       | 2-0          | 2-0              | 4-1          |
| Jihoafrická republika | 0-1     | x            | 4-1              | 0-0          |
| Rovníková Guinea      | 0-1     | 0-1          | x                | 2-0          |
| Sierra Leone          | 0-1     | 1-0          | 2-1              | x            |

| 1.6.2008 15:30 CET           |              |              |                                                              |
| Rovníková Guinea             | 2 - 0 Zpráva | Sierra Leone | Estadio Internacional, Malabo diváci: 13000 rozhodčí: Codjia |
| F.Carolino 47' J.E.Dyowe 57' |              |              | Estadio Internacional, Malabo diváci: 13000 rozhodčí: Codjia |

| 1.6.2008 16:00 CET         |              |                       |                                                        |
| Nigérie                    | 2 - 0 Zpráva | Jihoafrická republika | Abuja stadium, Abuja diváci: 50000 rozhodčí: Coulibaly |
| I.Uche 10' O.Nwaneri 45+1' |              |                       | Abuja stadium, Abuja diváci: 50000 rozhodčí: Coulibaly |

| 7.6.2008 14:00 CET                             |              |                   |                                                                      |
| Jihoafrická republika                          | 4 - 1 Zpráva | Rovníková Guinea  | Atteridgeville Super stadium, Pretoria diváci: 10000 rozhodčí: Diouf |
| K.Dikgacoi 10', 93' S.Moriri 34' T.Fanteni 60' |              | Juvenal 76' (pen) | Atteridgeville Super stadium, Pretoria diváci: 10000 rozhodčí: Diouf |

| 7.6.2008 15:30 CET |              |            |                                                          |
| Sierra Leone       | 0 - 1 Zpráva | Nigérie    | National stadion, Freetown diváci: 25000 rozhodčí: Korti |
|                    |              | J.Yobo 89' | National stadion, Freetown diváci: 25000 rozhodčí: Korti |

| 14.6.2008 15:30 CET |              |                       |                                                         |
| Sierra Leone        | 1 - 0 Zpráva | Jihoafrická republika | National stadion, Freetown diváci: 15000 rozhodčí: Pare |
| M.Kallon 21' (pen)  |              |                       | National stadion, Freetown diváci: 15000 rozhodčí: Pare |

| 15.6.2008 15:30 CET |              |           |                                                             |
| Rovníková Guinea    | 0 - 1 Zpráva | Nigérie   | Estadio Internacional, Malabo diváci: 15200 rozhodčí: Mendy |
|                     |              | J.Yobo 5' | Estadio Internacional, Malabo diváci: 15200 rozhodčí: Mendy |

| 21.6.2008 14:00 CET   |              |              |                                                                      |
| Jihoafrická republika | 0 - 0 Zpráva | Sierra Leone | Atteridgeville Super Stadium, Pretoria diváci: 12000 rozhodčí: Evehe |
|                       |              |              | Atteridgeville Super Stadium, Pretoria diváci: 12000 rozhodčí: Evehe |

| 21.6.2008 16:00 CET     |              |                  |                                                     |
| Nigérie                 | 2 - 0 Zpráva | Rovníková Guinea | Abuja stadium, Abuja diváci: 20000 rozhodčí: Ambaya |
| A.Yakubu 45' I.Uche 84' |              |                  | Abuja stadium, Abuja diváci: 20000 rozhodčí: Ambaya |

| 6.9.2008 14:00 CET    |              |            |                                                            |
| Jihoafrická republika | 0 - 1 Zpráva | Nigérie    | Telkom Park, Port Elizabeth diváci: 25000 rozhodčí: Lwanja |
|                       |              | I.Uche 71' | Telkom Park, Port Elizabeth diváci: 25000 rozhodčí: Lwanja |

| 6.9.2008 17:30 CET      |              |                    |                                                         |
| Sierra Leone            | 2 - 1 Zpráva | Rovníková Guinea   | National Stadium, Freetown diváci: 22000 rozhodčí: Doue |
| K.Conteh 30' S.Suma 73' |              | R.Bodipo 83' (pen) | National Stadium, Freetown diváci: 22000 rozhodčí: Doue |

| 10.10.2008 16:00 CET |              |                       |                                                                |
| Rovníková Guinea     | 0 - 1 Zpráva | Jihoafrická republika | Nuevo Estadio de Malabo, Malabo diváci: 6500 rozhodčí: Djaoupe |
|                      |              | S.Tshabalala 32'      | Nuevo Estadio de Malabo, Malabo diváci: 6500 rozhodčí: Djaoupe |

| 11.10.2008 16:00 CET                                    |              |                 |                                                    |
| Nigérie                                                 | 4 - 1 Zpráva | Sierra Leone    | Abuja Stadium, Abuja diváci: 20000 rozhodčí: Kaoma |
| Ch.Obodo 21' V.Obinna 35' P.Odemwingie 45' Ch.Odiah 51' |              | J.Yobo 32' (vl) | Abuja Stadium, Abuja diváci: 20000 rozhodčí: Kaoma |

### Skupina 5
| #  | Tým     | Z | V | R | P | GV | GI | +/- | B  |
| -- | ------- | - | - | - | - | -- | -- | --- | -- |
| 1. | Ghana   | 6 | 4 | 0 | 2 | 11 | 5  | 6   | 12 |
| 2. | Gabon   | 6 | 4 | 0 | 2 | 8  | 3  | 5   | 12 |
| 3. | Libye   | 6 | 4 | 0 | 2 | 7  | 4  | 3   | 12 |
| 4. | Lesotho | 6 | 0 | 0 | 6 | 2  | 14 | -12 | 0  |

| Tým     | Ghana | Libye | Gabon | Lesotho |
| ------- | ----- | ----- | ----- | ------- |
| Ghana   | x     | 3-0   | 2-0   | 3-0     |
| Libye   | 1-0   | x     | 1-0   | 4-0     |
| Gabon   | 2-0   | 1-0   | x     | 2-01    |
| Lesotho | 2-3   | 0-1   | 0-3   | x       |

1Reprezentanti Lesotha se kvůli stávce jihoafrických dopravců nedostali včas do Gabonu. Zápas byl odehrán 28. června 2008.
| 1.6.2008 18:00 CET                     |              |       |                                                           |
| Ghana                                  | 3 - 0 Zpráva | Libye | Baba Yara stadion, Kumasi diváci: 31000 rozhodčí: Maillet |
| P.Tagoe 16' J.Agogo 55' L.Kingston 67' |              |       | Baba Yara stadion, Kumasi diváci: 31000 rozhodčí: Maillet |

| 7.6.2008 19:00 CET      |              |       |                                                          |
| Libye                   | 1 - 0 Zpráva | Gabon | 11 June stadion, Tripoli diváci: 70000 rozhodčí: Chaibou |
| B.Ecuélé Manga 6' (vl.) |              |       | 11 June stadion, Tripoli diváci: 70000 rozhodčí: Chaibou |

| 8.6.2008 17:00 CET     |              |                                |                                                                                               |
| Lesotho                | 2 - 3 Zpráva | Ghana                          | Seisa Ramabodu stadion, Bloemfontein (Jihoafrická republika) diváci: 19000 rozhodčí: Gasingwa |
| S.Muso 89' L.Seema 90' |              | L.Kingston 15' J.Agogo 41' 63' | Seisa Ramabodu stadion, Bloemfontein (Jihoafrická republika) diváci: 19000 rozhodčí: Gasingwa |

| 14.6.2008 15:30 CET       |              |       |                                                              |
| Gabon                     | 2 - 0 Zpráva | Ghana | Stade Omar Bongo, Libreville diváci: 13000 rozhodčí: Benouza |
| R.Meye 45+1' S.Nguema 59' |              |       | Stade Omar Bongo, Libreville diváci: 13000 rozhodčí: Benouza |

| 15.6.2008 14:00 CET |              |             |                                                                                             |
| Lesotho             | 0 - 1 Zpráva | Libye       | Seisa Ramabodu stadion, Bloemfontein (Jihoafrická republika) diváci: 1500 rozhodčí: Marange |
|                     |              | A.Osman 85' | Seisa Ramabodu stadion, Bloemfontein (Jihoafrická republika) diváci: 1500 rozhodčí: Marange |

| 20.6.2008 19:00 CET                                   |              |         |                                                           |
| Libye                                                 | 4 - 0 Zprávy | Lesotho | 11 June stadion, Tripoli diváci: 30000 rozhodčí: Trabelsi |
| O.Salah 3' O.Dawood 50' Y.Al Shibani 68' H.Shaban 80' |              |         | 11 June stadion, Tripoli diváci: 30000 rozhodčí: Trabelsi |

| 22.6.2008 18:00 CET       |              |       |                                                         |
| Ghana                     | 2 - 0 Zprávy | Gabon | Ohene Djan stadion, Accra diváci: 29050 rozhodčí: Damon |
| P.Tagoe 31' S.Muntari 75' |              |       | Ohene Djan stadion, Accra diváci: 29050 rozhodčí: Damon |

| 28.6. 2008 15:45 CET    |              |         |                                                            |
| Gabon                   | 2 - 0 Zpráva | Lesotho | Stade Omar Bongo, Libreville diváci: 15000 rozhodčí: Mendy |
| F.do Macolino 45+2' 60' |              |         | Stade Omar Bongo, Libreville diváci: 15000 rozhodčí: Mendy |

| 5.9.2008 21:00 CET |              |       |                                                            |
| Libye              | 1 - 0 Zpráva | Ghana | 11 June stadion, Tripoli diváci: 22400 rozhodčí: Coulibaly |
| A.Osman 84'        |              |       | 11 June stadion, Tripoli diváci: 22400 rozhodčí: Coulibaly |

| 7.9.2008 14:00 CET |              |                                                  |                                                                                                  |
| Lesotho            | 0 - 3 Zpráva | Gabon                                            | Seisa Ramabodu stadion, Bloemfontein (Jihoafrická republika) diváci: 1500 rozhodčí: Abd el Fatah |
|                    |              | B.Ecuele Manga 56' R.Meye 72' B.Mbanangoye 90+4' | Seisa Ramabodu stadion, Bloemfontein (Jihoafrická republika) diváci: 1500 rozhodčí: Abd el Fatah |

| 11.10.2008 15:30 CET |              |       |                                                              |
| Gabon                | 1 - 0 Zpráva | Libye | Stade Omar Bongo, Libreville diváci: 25000 rozhodčí: Bennett |
| B.Mbanangoye 82'     |              |       | Stade Omar Bongo, Libreville diváci: 25000 rozhodčí: Bennett |

| 12.10.2008 15:30 CET                 |              |         |                                                                  |
| Ghana                                | 3 - 0 Zpráva | Lesotho | Sekondi stadion, Sekondi-Takoradi diváci: 20000 rozhodčí: Rahman |
| S.Appiah 19' J.Agogo 24' M.Amoah 67' |              |         | Sekondi stadion, Sekondi-Takoradi diváci: 20000 rozhodčí: Rahman |

### Skupina 6
| #  | Tým      | Z | V | R | P | GV | GI | +/- | B  |
| -- | -------- | - | - | - | - | -- | -- | --- | -- |
| 1. | Alžírsko | 6 | 3 | 1 | 2 | 7  | 3  | 3   | 10 |
| 2. | Gambie   | 6 | 2 | 3 | 1 | 6  | 3  | 3   | 9  |
| 3. | Senegal  | 6 | 2 | 3 | 1 | 9  | 7  | 2   | 9  |
| 4. | Libérie  | 6 | 0 | 3 | 3 | 4  | 12 | -8  | 3  |

| Tým      | Senegal | Alžírsko | Libérie | Gambie |
| -------- | ------- | -------- | ------- | ------ |
| Senegal  | x       | 1-0      | 3-1     | 1-1    |
| Alžírsko | 3-2     | x        | 3-0     | 1-0    |
| Libérie  | 2-2     | 0-0      | x       | 1-1    |
| Gambie   | 0-0     | 1-0      | 3-0     | x      |

| 31.52008 20:30 CET        |              |          |                                                            |
| Senegal                   | 1 - 0 Zpráva | Alžírsko | Stade Leopold Senghor, Dakar diváci: 55000 rozhodčí: Kotey |
| Abdoulaye Diagne-Faye 79' |              |          | Stade Leopold Senghor, Dakar diváci: 55000 rozhodčí: Kotey |

| 1.6.2008 17:00 CET |              |             |                                                          |
| Libérie            | 1 - 1 Zpráva | Gambie      | National Complex, Monrovia diváci: 20000 rozhodčí: Keita |
| Makor 85'          |              | M.Jarju 17' | National Complex, Monrovia diváci: 20000 rozhodčí: Keita |

| 6.6.2008 19:15 CET                    |              |         |                                                                     |
| Alžírsko                              | 3 - 0 Zpráva | Libérie | Stade Frères Brakni, Blida diváci: 22000 rozhodčí: Ould Lemghambodj |
| R.Djebbour 11' K.Ziani 23', 47' (pen) |              |         | Stade Frères Brakni, Blida diváci: 22000 rozhodčí: Ould Lemghambodj |

| 8.6.2008 18:00 CET |              |         |                                                           |
| Gambie             | 0 - 0 Zpráva | Senegal | Independence stadion, Bakau diváci: 24500 rozhodčí: Ncobo |
|                    |              |         | Independence stadion, Bakau diváci: 24500 rozhodčí: Ncobo |

| 14.6.2008 18:00 CET |              |          |                                                               |
| Gambie              | 1 - 0 Zpráva | Alžírsko | Independence stadion, Bakau diváci: 19000 rozhodčí: Coulibaly |
| M.Jarjue 19' (pen)  |              |          | Independence stadion, Bakau diváci: 19000 rozhodčí: Coulibaly |

| 15.6.2008 17:00 CET        |              |                                 |                                                            |
| Libérie                    | 2 - 2 Zpráva | Senegal                         | National Complex, Monrovia diváci: 18000 rozhodčí: Djaoupe |
| D.Williams 74' O.Makor 85' |              | El Hadji Diouf 47' Ch.Gueye 55' | National Complex, Monrovia diváci: 18000 rozhodčí: Djaoupe |

| 20.6.2008 19:30 CET |              |        |                                                          |
| Alžírsko            | 1 - 0 Zpráva | Gambie | Stade Frères Brakni, Blida diváci: 25000 rozhodčí: Ndume |
| A.Yahia 33'         |              |        | Stade Frères Brakni, Blida diváci: 25000 rozhodčí: Ndume |

| 21.6.2008 20:30 CET                    |              |                |                                                              |
| Senegal                                | 3 - 1 Zpráva | Libérie        | Stade Leopold Senghor, Dakar diváci: 40000 rozhodčí: Chaibou |
| I.Sonko 8' E.H. Diouf 32' H.Camara 63' |              | D.Williams 89' | Stade Leopold Senghor, Dakar diváci: 40000 rozhodčí: Chaibou |

| 5.9.2008 22:00 CET                   |              |                         |                                                            |
| Alžírsko                             | 3 - 2 Zpráva | Senegal                 | Stade Frères Brakni, Blida diváci: 25000 rozhodčí: Maillet |
| Y.Bezzaz 60' R.Saifa 67' A.Yahia 73' |              | S.Diao 54' Ch.Gueye 90' | Stade Frères Brakni, Blida diváci: 25000 rozhodčí: Maillet |

| 6.9.2008 17:30 CET            |              |         |                                                            |
| Gambie                        | 3 - 0 Zpráva | Libérie | Independence stadion, Bakau diváci: 10000 rozhodčí: Ambaya |
| N.Djemba 10' 80' O.Jallow 26' |              |         | Independence stadion, Bakau diváci: 10000 rozhodčí: Ambaya |

| 12.10.2008 17:00 CET |              |          |                                                        |
| Libérie              | 0 - 0 Zpráva | Alžírsko | National Complex, Monrovia diváci: 2000 rozhodčí: Auda |
|                      |              |          | National Complex, Monrovia diváci: 2000 rozhodčí: Auda |

| 10.10.2008 17:00 CET |              |              |                                                                |
| Senegal              | 1 - 1 Zpráva | Gambie       | Stade Leopold Senghor, Dakar diváci: 50000 rozhodčí: Bennaceur |
| K.Mangane 67'        |              | T.Jaiteh 87' | Stade Leopold Senghor, Dakar diváci: 50000 rozhodčí: Bennaceur |

### Skupina 7
| #  | Tým               | Z | V | R | P | GV | GI | +/- | B  |
| -- | ----------------- | - | - | - | - | -- | -- | --- | -- |
| 1. | Pobřeží slonoviny | 6 | 3 | 3 | 0 | 10 | 2  | 8   | 12 |
| 2. | Mosambik          | 6 | 2 | 2 | 2 | 7  | 5  | 2   | 8  |
| 3. | Madagaskar        | 6 | 1 | 3 | 2 | 2  | 7  | -5  | 6  |
| 4. | Botswana          | 6 | 1 | 2 | 3 | 3  | 8  | -5  | 5  |

| Tým               | Pobřeží slonoviny | Mosambik | Botswana | Madagaskar |
| ----------------- | ----------------- | -------- | -------- | ---------- |
| Pobřeží slonoviny | x                 | 1-0      | 4-0      | 3-0        |
| Mosambik          | 1-1               | x        | 1-2      | 3-0        |
| Botswana          | 1-1               | 0-1      | x        | 0-0        |
| Madagaskar        | 0-0               | 1-1      | 1-0      | x          |

| 31.5.2008 14:00 CET |              |            |                                                              |
| Botswana            | 0 - 0 Zpráva | Madagaskar | BOT National stadion, Gaborone diváci: 11087 rozhodčí: Kaoma |
|                     |              |            | BOT National stadion, Gaborone diváci: 11087 rozhodčí: Kaoma |

| 1.6.2008 17:00 CET |              |          |                                                                    |
| Pobřeží slonoviny  | 1 - 0 Zpráva | Mosambik | Stade Félix Houphouët-Boigny, Abidjan diváci: 20000 rozhodčí: Auda |
| S.Cissé 74'        |              |          | Stade Félix Houphouët-Boigny, Abidjan diváci: 20000 rozhodčí: Auda |

| 8.6.2008 12:30 CET |              |                   |                                                                             |
| Madagaskar         | 0 - 0 Zpráva | Pobřeží slonoviny | Mahamasina Municipal stadion, Antananarivo diváci: 15000 rozhodčí: Labrosse |
|                    |              |                   | Mahamasina Municipal stadion, Antananarivo diváci: 15000 rozhodčí: Labrosse |

| 8.6.2008 14:00 CET |              |                              |                                                            |
| Mosambik           | 1 - 2 Zpráva | Botswana                     | Estádio da Machava, Maputo diváci: 30000 rozhodčí: Fakudze |
| A.Lobo 60'         |              | D.Selolwane 30' B.Mafoko 82' | Estádio da Machava, Maputo diváci: 30000 rozhodčí: Fakudze |

| 14.6.2008 14:00 CET |              |                   |                                                                 |
| Botswana            | 1 - 1 Zpráva | Pobřeží slonoviny | BOT National stadion, Gaborone diváci: 21400 rozhodčí: Ssegonga |
| D.Selolwane 25'     |              | A.Meite 65'       | BOT National stadion, Gaborone diváci: 21400 rozhodčí: Ssegonga |

| 15.6.2008 12:30 CET            |              |           |                                                                            |
| Madagaskar                     | 1 - 1 Zpráva | Mosambik  | Mahamasina Municipal stadion, Antananarivo diváci: 15501 rozhodčí: Ebrahim |
| G.Mamihasindrahona 90+1' (pen) |              | Dario 33' | Mahamasina Municipal stadion, Antananarivo diváci: 15501 rozhodčí: Ebrahim |

| 22.6.2008 14:00 CET                      |              |            |                                                            |
| Mosambik                                 | 3 - 0 Zpráva | Madagaskar | Estádio da Machava, Maputo diváci: 20000 rozhodčí: Maillet |
| Tico-Tico 23' Carlitos 52' Domingues 64' |              |            | Estádio da Machava, Maputo diváci: 20000 rozhodčí: Maillet |

| 22.6.2008 17:00 CET                       |              |          |                                                                          |
| Pobřeží slonoviny                         | 4 - 0 Zpráva | Botswana | Stade Félix Houphouët-Boigny, Abidjan diváci: 15000 rozhodčí: Bennaceour |
| B.Sanogo 16' D.Zokora 21' S.Cisse 46' 70' |              |          | Stade Félix Houphouët-Boigny, Abidjan diváci: 15000 rozhodčí: Bennaceour |

| 7.9.2008 12:30 CET  |              |          |                                                                             |
| Madagaskar          | 1 - 0 Zpráva | Botswana | Mahamasina Municipal stadion, Antananarivo diváci: 20000 rozhodčí: Seechurn |
| S.Rabemananjara 18' |              |          | Mahamasina Municipal stadion, Antananarivo diváci: 20000 rozhodčí: Seechurn |

| 7.9.2008 |              |                   |                                                              |
| Mosambik | 1 - 1 Zpráva | Pobřeží slonoviny | Estádio da Machava, Maputo diváci: 35000 rozhodčí: El Achiri |
| Miro 52' |              | B.Koné 48'        | Estádio da Machava, Maputo diváci: 35000 rozhodčí: El Achiri |

| 11.10.2008 15:30 CET |              |           |                                                                 |
| Botswana             | 0 - 1 Zpráva | Mosambik  | Botswana National Stadium, Gaborone diváci: 2000 rozhodčí: Seck |
|                      |              | Genito 6' | Botswana National Stadium, Gaborone diváci: 2000 rozhodčí: Seck |

| 10.10.2008 15:30 CET               |              |            |                                                                       |
| Pobřeží slonoviny                  | 3 - 0 Zpráva | Madagaskar | Stade Félix Houphouët-Boigny, Abidjan diváci: 24000 rozhodčí: Benouza |
| B.Sanogo 42' 55' S.Kalou 66' (pen) |              |            | Stade Félix Houphouët-Boigny, Abidjan diváci: 24000 rozhodčí: Benouza |

### Skupina 8
| #  | Tým        | Z | V | R | P | GV | GI | +/- | B |
| -- | ---------- | - | - | - | - | -- | -- | --- | - |
| 1. | Maroko     | 4 | 3 | 0 | 1 | 11 | 5  | 6   | 9 |
| 2. | Rwanda     | 4 | 3 | 0 | 1 | 7  | 3  | 4   | 9 |
| 3. | Mauritánie | 4 | 0 | 0 | 4 | 2  | 12 | -10 | 0 |

| Tým        | Maroko | Rwanda | Mauritánie |
| ---------- | ------ | ------ | ---------- |
| Maroko     | x      | 2-0    | 4-1        |
| Rwanda     | 3-1    | x      | 3-0        |
| Mauritánie | 1-4    | 0-1    | x          |

 Etiopie byla vyřazena z kvalifikace v důsledku trestu uděleného organizací FIFA Etiopské fotbalové federaci. Odehrané zápasy byly anulovány.
| 31.5.2008 14:30 CET                                                   |              |            |                                                    |
| Rwanda                                                                | 3 - 0 Zpráva | Mauritánie | Stade Amahoro, Kigali diváci: 12000 rozhodčí: Doue |
| Abdessalam Benjelloun 5' Hicham Aboucherouane 12' Houssine Kharja 86' |              |            | Stade Amahoro, Kigali diváci: 12000 rozhodčí: Doue |

| 31.5.2008 20:00 CET                                       |                        |         |                                                           |
| Maroko                                                    | Anulováno 3 - 0 Zpráva | Etiopie | Stade Mohamed V, Casablanca diváci: 5000 rozhodčí: Diatta |
| O. Karekezi 15' Abedi Said 60' (pen) L. Kamana Bokota 75' |                        |         | Stade Mohamed V, Casablanca diváci: 5000 rozhodčí: Diatta |

| 7.6.2008 18:00 CET   |              |                                                        |                                                           |
| Mauritánie           | 1 - 4 Zpráva | Maroko                                                 | Stade Nacional, Nouakchott diváci: 9500 rozhodčí: Lamptey |
| D.Da Silva 82' (pen) |              | T.Sektoui 8' A.Benjelloun 36' Y.Safri 59' H.Kharja 79' | Stade Nacional, Nouakchott diváci: 9500 rozhodčí: Lamptey |

| 8.6.2008 14:00 CET |                        |                           |                                                                 |
| Etiopie            | Anulováno 1 - 2 Zpráva | Rwanda                    | Addis Abeba stadion, Addis Abeba diváci: 18000 rozhodčí: Ndinya |
| T.Tafese 44'       |                        | A.Said 59' O.Karekezi 82' | Addis Abeba stadion, Addis Abeba diváci: 18000 rozhodčí: Ndinya |

| 13.6.2008 18:00 CET |                        |                 |                                                          |
| Mauritánie          | Anulováno 0 - 1 Zpráva | Etiopie         | Stade Nacional, Nouakchott diváci: 5000 rozhodčí: Ambaya |
|                     |                        | S.Saladin 90+3' | Stade Nacional, Nouakchott diváci: 5000 rozhodčí: Ambaya |

| 14.6.2008 14:30 CET                      |              |             |                                                     |
| Rwanda                                   | 3 - 1 Zpráva | Maroko      | Stade Amahoro, Kigali diváci: 12000 rozhodčí: Evehe |
| A.Said 15' L.Bokota 68' O.Karekezi 90+3' |              | Y.Safri 78' | Stade Amahoro, Kigali diváci: 12000 rozhodčí: Evehe |

| 21.6.2008 20:00 CET             |              |        |                                                            |
| Maroko                          | 2 - 0 Zpráva | Rwanda | Stade Mohamed V, Casablanca diváci: 2500 rozhodčí: Benouza |
| Y.Safri 12' (pen) N.el Zhar 49' |              |        | Stade Mohamed V, Casablanca diváci: 2500 rozhodčí: Benouza |

| 22.6.2008 14:00 CET                                               |                        |            |                                                                |
| Etiopie                                                           | Anulováno 6 - 1 Zpráva | Mauritánie | Addis Abeba stadion, Addis Abeba diváci: 3000 rozhodčí: Lwanja |
| T.Fikru 38' (pen) 89' A.Nigussie 55' 63' M.Mesud 83' G.Adanae 90' |                        | V.Ely 44'  | Addis Abeba stadion, Addis Abeba diváci: 3000 rozhodčí: Lwanja |

| 6.9.2008 18:00 CET |              |            |                                                             |
| Mauritánie         | 0 - 1 Zpráva | Rwanda     | Stade Nacional, Nouakchott diváci: 1000 rozhodčí: Bennaceur |
|                    |              | B.Bola 81' | Stade Nacional, Nouakchott diváci: 1000 rozhodčí: Bennaceur |

| 7.9.2008 |              |        |  |
| Etiopie  | Zápas zrušen | Maroko |  |
|          |              |        |  |

| 10.10.2008 |              |         |  |
| Rwanda     | Zápas zrušen | Etiopie |  |
|            |              |         |  |

| 11.10.2008 20:30 CET                            |              |            |                                                               |
| Maroko                                          | 4 - 1 Zpráva | Mauritánie | Stade Moulay Abdellah, Rabat diváci: 1472 rozhodčí: Aboubacar |
| Y.Safri 35' (pen) Y.Hadji 56' 60' M.Zemmama 66' |              | A.Teguedi  | Stade Moulay Abdellah, Rabat diváci: 1472 rozhodčí: Aboubacar |

### Skupina 9
| #  | Tým          | Z | V | R | P | GV | GI | +/- | B  |
| -- | ------------ | - | - | - | - | -- | -- | --- | -- |
| 1. | Burkina Faso | 6 | 5 | 1 | 0 | 14 | 5  | 9   | 16 |
| 2. | Tunisko      | 6 | 4 | 1 | 1 | 11 | 3  | 8   | 13 |
| 3. | Burundi      | 6 | 2 | 0 | 3 | 5  | 9  | -4  | 6  |
| 4. | Seychely     | 6 | 0 | 0 | 6 | 4  | 17 | -13 | 0  |

| Tým          | Tunisko | Burundi | Burkina Faso | Seychely |
| ------------ | ------- | ------- | ------------ | -------- |
| Tunisko      | x       | 2-1     | 1-2          | 5-0      |
| Burundi      | 0-1     | x       | 1-3          | 1-0      |
| Burkina Faso | 0-0     | 2-0     | x            | 4-1      |
| Seychely     | 0-2     | 1-2     | 2-3          | x        |

| 1.6.2008 14:30 CET |              |          |                                                                         |
| Burundi            | 1 - 0 Zpráva | Seychely | Prince Louis Rwagasore stadion, Bujumbura diváci: 4000 rozhodčí: Imiere |
| J.Ndikumana 81'    |              |          | Prince Louis Rwagasore stadion, Bujumbura diváci: 4000 rozhodčí: Imiere |

| 1.6.2008 18:10 CET |              |                 |                                                        |
| Tunisko            | 1 - 2 Zpráva | Burkina Faso    | Stade 7 November, Rades diváci: 15000 rozhodčí: Ambaya |
| T.Belaid 38'       |              | Y.Kone 81', 87' | Stade 7 November, Rades diváci: 15000 rozhodčí: Ambaya |

| 7.6.2008 13:30 CET |              |                              |                                                      |
| Seychely           | 0 - 2 Zpráva | Tunisko                      | Stade Linité, Victoria diváci: 2033 rozhodčí: Faduco |
|                    |              | J.Jomaa 10' Ch.Ben Saada 43' | Stade Linité, Victoria diváci: 2033 rozhodčí: Faduco |

| 7.6.2008 19:00 CET           |              |         |                                                            |
| Burkina Faso                 | 2 - 0 Zpráva | Burundi | Stade du 4-Août, Ouagadougou diváci: 10000 rozhodčí: Ndume |
| M.Dagano 23' (pen) 44' (pen) |              |         | Stade du 4-Août, Ouagadougou diváci: 10000 rozhodčí: Ndume |

| 14.6.2008 13:30 CET          |              |                      |                                                        |
| Seychely                     | 2 - 3 Zpráva | Burkina Faso         | Stade Linité, Victoria diváci: 1000 rozhodčí: Seechurn |
| P.Zialor 47' D.Annacoure 53' |              | M.Dagano 25' 57' 78' | Stade Linité, Victoria diváci: 1000 rozhodčí: Seechurn |

| 15.6.2008 14:00 CET |              |               |                                                                        |
| Burundi             | 0 - 1 Zpráva | Tunisko       | Prince Louis Rwagasore stadion, Bujumbura diváci: 7000 rozhodčí: Damon |
|                     |              | O.Darragi 70' | Prince Louis Rwagasore stadion, Bujumbura diváci: 7000 rozhodčí: Damon |

| 21.6.2008 19:00 CET                                |              |               |                                                              |
| Burkina Faso                                       | 4 - 1 Zpráva | Seychely      | Stade du 4-Août, Ouagadougou diváci: 12500 rozhodčí: Lamptey |
| Ch.Kabore 21' M.Kere 28' I.Ouattara 54' Y.Kone 89' |              | B.St.Ange 44' | Stade du 4-Août, Ouagadougou diváci: 12500 rozhodčí: Lamptey |

| 21.6.2008 21:30 CET                  |              |                   |                                                       |
| Tunisko                              | 2 - 1 Zpráva | Burundi           | Stade 7 November, Rades diváci: 6000 rozhodčí: Younis |
| Ch. Ben Saada 21' (pen) I. Jomaa 44' |              | H.Mbazumutima 45' | Stade 7 November, Rades diváci: 6000 rozhodčí: Younis |

| 6.9.2008 13:30 CET |              |               |                                                       |
| Seychely           | 1 - 2 Zpráva | Burundi       | Stade Linité, Victoria diváci: 3000 rozhodčí: Djaoupe |
| P.Zialor 63'       |              | H.Mbazumutima | Stade Linité, Victoria diváci: 3000 rozhodčí: Djaoupe |

| 6.9.2008 19:00 CET |              |         |                                                                |
| Burkina Faso       | 0 - 0 Zpráva | Tunisko | Stade du 4-Août, Ouagadougou diváci: 10000 rozhodčí: Katjimune |
|                    |              |         | Stade du 4-Août, Ouagadougou diváci: 10000 rozhodčí: Katjimune |

| 11.10.2008 16:00 CET                                             |              |          |                                                        |
| Tunisko                                                          | 5 - 0 Zpráva | Seychely | Stade 7 November, Rades diváci: 10000 rozhodčí: Diatta |
| H.Essifi 5' 68' Y.Mikari 18' S.Ben Frej 20' F.Ben Khalfallah 43' |              |          | Stade 7 November, Rades diváci: 10000 rozhodčí: Diatta |

| 12.10.2008 14:30 CET |       |                              |                                                                            |
| Burundi              | 1 - 3 | Burkina Faso                 | Prince Louis Rwagasore Stadium, Bujumbura diváci: 10000 rozhodčí: Ssegonga |
| C.Nahimana 43'       |       | A.Bancé 18' M.Dagano 54' 76' | Prince Louis Rwagasore Stadium, Bujumbura diváci: 10000 rozhodčí: Ssegonga |

### Skupina 10
| #  | Tým               | Z | V | R | P | GV | GI | +/- | B  |
| -- | ----------------- | - | - | - | - | -- | -- | --- | -- |
| 1. | Mali              | 6 | 4 | 0 | 2 | 13 | 8  | 5   | 12 |
| 2. | Súdán             | 6 | 3 | 0 | 3 | 9  | 9  | 0   | 9  |
| 3. | Konžská republika | 6 | 3 | 0 | 3 | 7  | 8  | -1  | 9  |
| 4. | Čad               | 6 | 2 | 0 | 4 | 7  | 11 | -4  | 6  |

| Tým               | Mali | Konžská republika | Súdán | Čad |
| ----------------- | ---- | ----------------- | ----- | --- |
| Mali              | x    | 4-2               | 3-0   | 2-1 |
| Konžská republika | 1-0  | x                 | 1-0   | 2-0 |
| Súdán             | 3-2  | 2-0               | x     | 1-2 |
| Čad               | 1-2  | 2-1               | 1-3   | x   |

| 1.6.2008 19:00 CET                              |              |                    |                                                         |
| Mali                                            | 4 - 2 Zpráva | Konžská republika  | Stade 26 mars, Bamako diváci: 40000 rozhodčí: Bennaceur |
| S.Keita 1', 61' A.Coulibaly 32' S.Coulibaly 42' |              | L.Mouithys 5', 74' | Stade 26 mars, Bamako diváci: 40000 rozhodčí: Bennaceur |

| 7.6.2008 16:00 CET |              |                  |                                                              |
| Čad                | 1 - 2 Zpráva | Mali             | Stade Nacional, N'Djamena diváci: 15000 rozhodčí: Aguidissou |
| H.Kedigui 37'      |              | F.Kanoute 4' 22' | Stade Nacional, N'Djamena diváci: 15000 rozhodčí: Aguidissou |

| 8.6.2008 15:30 CET |              |       |                                                                         |
| Konžská republika  | 1 - 0 Zpráva | Súdán | Stade Alphonse Massemba-Débat, Brazzaville diváci: 25000 rozhodčí: Mana |
| W.Endzanga 60'     |              |       | Stade Alphonse Massemba-Débat, Brazzaville diváci: 25000 rozhodčí: Mana |

| 14.6.2008 16:00 CET             |              |                   |                                                       |
| Čad                             | 2 - 1 Zpráva | Konžská republika | Stade Nacional, N'Djamena diváci: 8000 rozhodčí: Doue |
| H.kedugi 44' (pen) S.Hassan 48' |              | G.Batota 42'      | Stade Nacional, N'Djamena diváci: 8000 rozhodčí: Doue |

| 14.6.2008 18:00 CET                    |              |                     |                                                                    |
| Súdán                                  | 3 - 2 Zpráva | Mali                | Stade de Al-Merrikh, Omdurman diváci: 15000 rozhodčí: Abd el Fatah |
| A.Yousif 45+1' M.Tahir 70' H.Kamal 90' |              | F.Kanoute 63' 90+4' | Stade de Al-Merrikh, Omdurman diváci: 15000 rozhodčí: Abd el Fatah |

| 22.6.2008 15:30 CET     |              |     |                                                                         |
| Konžská republika       | 2 - 0 Zpráva | Čad | Stade Alphonse Massemba-Débat, Brazzaville diváci: 8000 rozhodčí: Diouf |
| E.Minga 13' F.Ibara 67' |              |     | Stade Alphonse Massemba-Débat, Brazzaville diváci: 8000 rozhodčí: Diouf |

| 22.6.2008 19:00 CET           |              |       |                                                    |
| Mali                          | 3 - 0 Zpráva | Súdán | Stade 26 mars, Bamako diváci: 25000 rozhodčí: Doue |
| F.Kanoute 23' S.Keita 58' 66' |              |       | Stade 26 mars, Bamako diváci: 25000 rozhodčí: Doue |

| 6.9. 2008 21:00 CET |              |                           |                                                                       |
| Súdán               | 1 - 2 Zpráva | Čad                       | Cairo Military Academy Stadium, Káhira diváci: 4000 rozhodčí: Benouza |
| H.Kamal 77'         |              | M.Mbaiam 28' S.Hassan 82' | Cairo Military Academy Stadium, Káhira diváci: 4000 rozhodčí: Benouza |

| 7.9.2008 15:30 CET |              |      |                                                                             |
| Konžská republika  | 1 - 0 Zpráva | Mali | Stade Alphonse Massemba-Débat, Brazzaville diváci: 16000 rozhodčí: Haimoudi |
| W.Endzanga 87'     |              |      | Stade Alphonse Massemba-Débat, Brazzaville diváci: 16000 rozhodčí: Haimoudi |

| 10.9.2008 21:00 CET |              |                                      |                                                                       |
| Čad                 | 1 - 3 Zpráva | Súdán                                | Cairo Military Academy Stadium, Káhira diváci: 10000 rozhodčí: Diatta |
| L.Djime 34'         |              | A.Adel 4' F.Agab 48' (pen) S.Ali 76' | Cairo Military Academy Stadium, Káhira diváci: 10000 rozhodčí: Diatta |

| 11.10.2008 19:00 CET |              |             |                                                     |
| Mali                 | 2 - 1 Zpráva | Čad         | Stade 26 mars, Bamako diváci: 40000 rozhodčí: Keita |
| S.Yaya Keita 44' 83' |              | L.Djime 75' | Stade 26 mars, Bamako diváci: 40000 rozhodčí: Keita |

| 11.10.2008 19:00 CET   |              |                   |                                                              |
| Súdán                  | 2 - 0 Zpráva | Konžská republika | Stade de Al-Merrikh, Omdurman diváci: 27000 rozhodčí: Ambaya |
| M.Tahir 31' F.Agab 74' |              |                   | Stade de Al-Merrikh, Omdurman diváci: 27000 rozhodčí: Ambaya |

### Skupina 11
| #  | Tým       | Z | V | R | P | GV | GI | +/- | B |
| -- | --------- | - | - | - | - | -- | -- | --- | - |
| 1. | Zambie    | 4 | 2 | 1 | 1 | 2  | 1  | 1   | 7 |
| 2. | Togo      | 4 | 2 | 0 | 2 | 8  | 3  | 5   | 6 |
| 3. | Svazijsko | 4 | 1 | 1 | 2 | 2  | 8  | -6  | 4 |

| Tým       | Togo | Zambie | Svazijsko |
| --------- | ---- | ------ | --------- |
| Togo      | x    | 1-0    | 6-0       |
| Zambie    | 1-0  | x      | 1-0       |
| Svazijsko | 2-1  | 0-0    | x         |

| 31.5.2008 16:00 CET  |              |        |                                                                |
| Togo                 | 1 - 0 Zpráva | Zambie | Ohene Djan stadion, Accra (Ghana) diváci: 15000 rozhodčí: Pare |
| Adekamni Olufade 16' |              |        | Ohene Djan stadion, Accra (Ghana) diváci: 15000 rozhodčí: Pare |

| 8.6.2008 14:00 CET            |              |               |                                                                    |
| Svazijsko                     | 2 - 1 Zpráva | Togo          | Somholo National stadion, Lobamba diváci: 5819 rozhodčí: Niyongabo |
| S.Dlamini 55' C.Salelwako 73' |              | A.Olufade 88' | Somholo National stadion, Lobamba diváci: 5819 rozhodčí: Niyongabo |

| 15.6.2008 14:00 CET |              |        |                                                                |
| Svazijsko           | 0 - 0 Zpráva | Zambie | Somholo National stadion, Lobamba diváci: 7462 rozhodčí: Kotey |
|                     |              |        | Somholo National stadion, Lobamba diváci: 7462 rozhodčí: Kotey |

| 20.6.2008            |              |           |                                                         |
| Zambie               | 1 - 0 Zpráva | Svazijsko | Chililabombwe, Konkola diváci: 14 458 rozhodčí: Marange |
| Ch.Katongo 86' (pen) |              |           | Chililabombwe, Konkola diváci: 14 458 rozhodčí: Marange |

| 10.9.2008 13:00 CET |              |      |                                                              |
| Zambie              | 1 - 0 Zprávy | Togo | Konkola Stadium, Chililabombwe diváci: 10500 rozhodčí: Damon |
| F.Katongo 31'       |              |      | Konkola Stadium, Chililabombwe diváci: 10500 rozhodčí: Damon |

| 11.10.2008 16:30 CET                                   |              |           |                                                                |
| Togo                                                   | 6 - 0 Zpráva | Svazijsko | Ohene Djan stadion, Accra (Ghana) diváci: 8000 rozhodčí: Evehe |
| M.Salifou 16' E.Adebayor 29' 46' 71' 85' A.Olufadé 45' |              |           | Ohene Djan stadion, Accra (Ghana) diváci: 8000 rozhodčí: Evehe |

### Skupina 12
| #  | Tým       | Z | V | R | P | GV | GI | +/- | B  |
| -- | --------- | - | - | - | - | -- | -- | --- | -- |
| 1. | Egypt     | 6 | 5 | 0 | 1 | 13 | 2  | 11  | 15 |
| 2. | Malawi    | 6 | 4 | 0 | 2 | 14 | 5  | 9   | 12 |
| 3. | DR Kongo  | 6 | 3 | 0 | 3 | 14 | 6  | 8   | 9  |
| 4. | Džibutsko | 6 | 0 | 0 | 6 | 2  | 30 | -28 | 0  |

| Tým       | Egypt | Konžská demokratická republika | Malawi | Džibutsko |
| --------- | ----- | ------------------------------ | ------ | --------- |
| Egypt     | x     | 2-1                            | 2-0    | 4-0       |
| DR Kongo  | 0-3   | x                              | 1-0    | 5-1       |
| Malawi    | 1-0   | 2-1                            | x      | 8-1       |
| Džibutsko | 0-4   | 0-6                            | 0-3    | x         |

| 31.5.2008 13:30 CET                                                                               |              |              |                                                            |
| Malawi                                                                                            | 8 - 1 Zpráva | Džibutsko    | Kamazu stadion, Blantyre diváci: 35000 rozhodčí: Katjimune |
| E.Kafoteka 4' E.Kanyenda 20', 48', 50' J.Kamwendo 67' M.Chavula 72' R.Ngambi 83' N.Mkandawire 88' |              | D.Hassan 23' | Kamazu stadion, Blantyre diváci: 35000 rozhodčí: Katjimune |

| 1.6.2008 19:00 CET            |              |              |                                                                      |
| Egypt                         | 2 - 1 Zpráva | DR Kongo     | Cairo International stadion, Káhira diváci: 40000 rozhodčí: Seechurn |
| Amr-Zaky 68' A. Abdelmalk 80' |              | H.Ilunga 44' | Cairo International stadion, Káhira diváci: 40000 rozhodčí: Seechurn |

| 6.6.2008 13:00 CET |              |                                                                |                                                            |
| Džibutsko          | 0 - 4 Zpráva | Egypt                                                          | El Hadj Hassan Gouled, Džíbútí diváci: 6000 rozhodčí: Eyod |
|                    |              | Amr Zaky 40' H.Abd Rabo 47' (pen) A.Hassan 54' A.Abdelmalk 65' | El Hadj Hassan Gouled, Džíbútí diváci: 6000 rozhodčí: Eyod |

| 8.6.2008 15:30 CET |              |        |                                                                 |
| DR Kongo           | 1 - 0 Zpráva | Malawi | Stade des Martyrs, Kinshasa diváci: 35000 rozhodčí: Abdel Gadir |
| Z.Matumdna 76'     |              |        | Stade des Martyrs, Kinshasa diváci: 35000 rozhodčí: Abdel Gadir |

| 13.6.2008 13:00 CET |              |                                                              |                                                              |
| Džibutsko           | 0 - 6 Zpráva | DR Kongo                                                     | El Hadj Hassan Gouled, Džíbútí diváci: 3000 rozhodčí: Disang |
|                     |              | D.Mbokani 25' 48' S.Nonda 31' Z.Matumdna 40' 49' M.Mputu 79' | El Hadj Hassan Gouled, Džíbútí diváci: 3000 rozhodčí: Disang |

| 14.6.2008 13:30 CET |              |       |                                                        |
| Malawi              | 1 - 0 Zpráva | Egypt | Kamazu stadion, Blantyre diváci: 40000 rozhodčí: Keita |
| Ch.Msowoya 90+3'    |              |       | Kamazu stadion, Blantyre diváci: 40000 rozhodčí: Keita |

| 21.6.2008 19:00 CET |              |        |                                                                    |
| Egypt               | 2 - 0 Zprávy | Malawi | Cairo International stadion, Káhira diváci: 20000 rozhodčí: Diatta |
| E.Moteab 17' 50'    |              |        | Cairo International stadion, Káhira diváci: 20000 rozhodčí: Diatta |

| 22.6.2008 15:30 CET                                 |              |             |                                                              |
| DR Kongo                                            | 5 - 1 Zpráva | Džibutsko   | Stade des Martyrs, Kinshasa diváci: 15000 rozhodčí: Rouaissi |
| S.Nonda 10' 45+3' 52' T.Tshiolola 60' D.Mbokani 64' |              | M.Hirir 85' | Stade des Martyrs, Kinshasa diváci: 15000 rozhodčí: Rouaissi |

| 5.9.2008 19:00 CET |              |                                           |                                                               |
| Džibutsko          | 0 - 3 Zpráva | Malawi                                    | El Hadj Hassan Gouled, Džíbútí diváci: 700 rozhodčí: Carvalho |
|                    |              | Ch.Msowoya 45' M.Chavula 60' A.Nyondo 70' | El Hadj Hassan Gouled, Džíbútí diváci: 700 rozhodčí: Carvalho |

| 7.9.2008 15:30 CET |              |             |                                                             |
| DR Kongo           | 0 - 1 Zpráva | Egypt       | Stade des Martyrs, Kinshasa diváci: 80000 rozhodčí: Bennett |
|                    |              | M.Aboutrika | Stade des Martyrs, Kinshasa diváci: 80000 rozhodčí: Bennett |

| 11.10.2008 13:30 CET        |              |              |                                                         |
| Malawi                      | 2 - 1 Zpráva | DR Kongo     | Kamazu stadion, Blantyre diváci: 50000 rozhodčí: Codjia |
| R.Ngambi 55' Ch.Msowoya 82' |              | L.LuaLua 12' | Kamazu stadion, Blantyre diváci: 50000 rozhodčí: Codjia |

| 10.10.2008 19:00 CET                                         |              |           |                                                                     |
| Egypt                                                        | 4 - 0 Zpráva | Džibutsko | Cairo Military Academy Stadium, Káhira diváci: 10000 rozhodčí: Pare |
| E.Moteab 19' A.Hassan 50' M.Aboutreika 66' S.Riyad 92' (vl.) |              |           | Cairo Military Academy Stadium, Káhira diváci: 10000 rozhodčí: Pare |

### Pořadí týmů na druhých místech
Spolu s dvanácti vítězi skupin postoupilo do druhé fáze také 8 nejlepších týmů ze druhých míst. V žebříčku týmů ze 2. míst se počítaly jen výsledky s 1. a 3. týmem ve skupině.
| Sk. | Tým                   | Z | V | R | P | GV | GI | +/- | B |
| --- | --------------------- | - | - | - | - | -- | -- | --- | - |
| 8   | Rwanda                | 4 | 3 | 0 | 1 | 7  | 3  | +4  | 9 |
| 2   | Keňa                  | 4 | 2 | 1 | 1 | 6  | 3  | +3  | 7 |
| 9   | Tunisko               | 4 | 2 | 1 | 1 | 4  | 3  | +1  | 7 |
| 11  | Togo                  | 4 | 2 | 0 | 2 | 8  | 3  | +5  | 6 |
| 5   | Gabon                 | 4 | 2 | 0 | 2 | 3  | 3  | 0   | 6 |
| 10  | Súdán                 | 4 | 2 | 0 | 2 | 5  | 6  | −1  | 6 |
| 12  | Malawi                | 4 | 2 | 0 | 2 | 3  | 4  | −1  | 6 |
| 7   | Mosambik              | 4 | 1 | 2 | 1 | 5  | 3  | +2  | 5 |
| 6   | Gambie                | 4 | 1 | 2 | 1 | 2  | 2  | 0   | 5 |
| 3   | Angola                | 4 | 1 | 1 | 2 | 6  | 6  | 0   | 4 |
| 1   | Kapverdy              | 4 | 1 | 0 | 3 | 3  | 7  | −4  | 3 |
| 4   | Jihoafrická republika | 4 | 0 | 1 | 3 | 0  | 4  | −4  | 1 |